# جمعية تنمية نزاهة الحلال في تايوان
جمعية تنمية نزاهة الحلال في تايوان (بالصينية التقليدية: 台灣清真產業品質保證推廣協會، وبالصينية المبسطة: 台湾清真产业品质保证推广协会) هي هيئة إصدار شهادات الحلال في جمهورية الصين. يقع مقر الجمعية في مسجد تايبيه الثقافي في تايبيه.

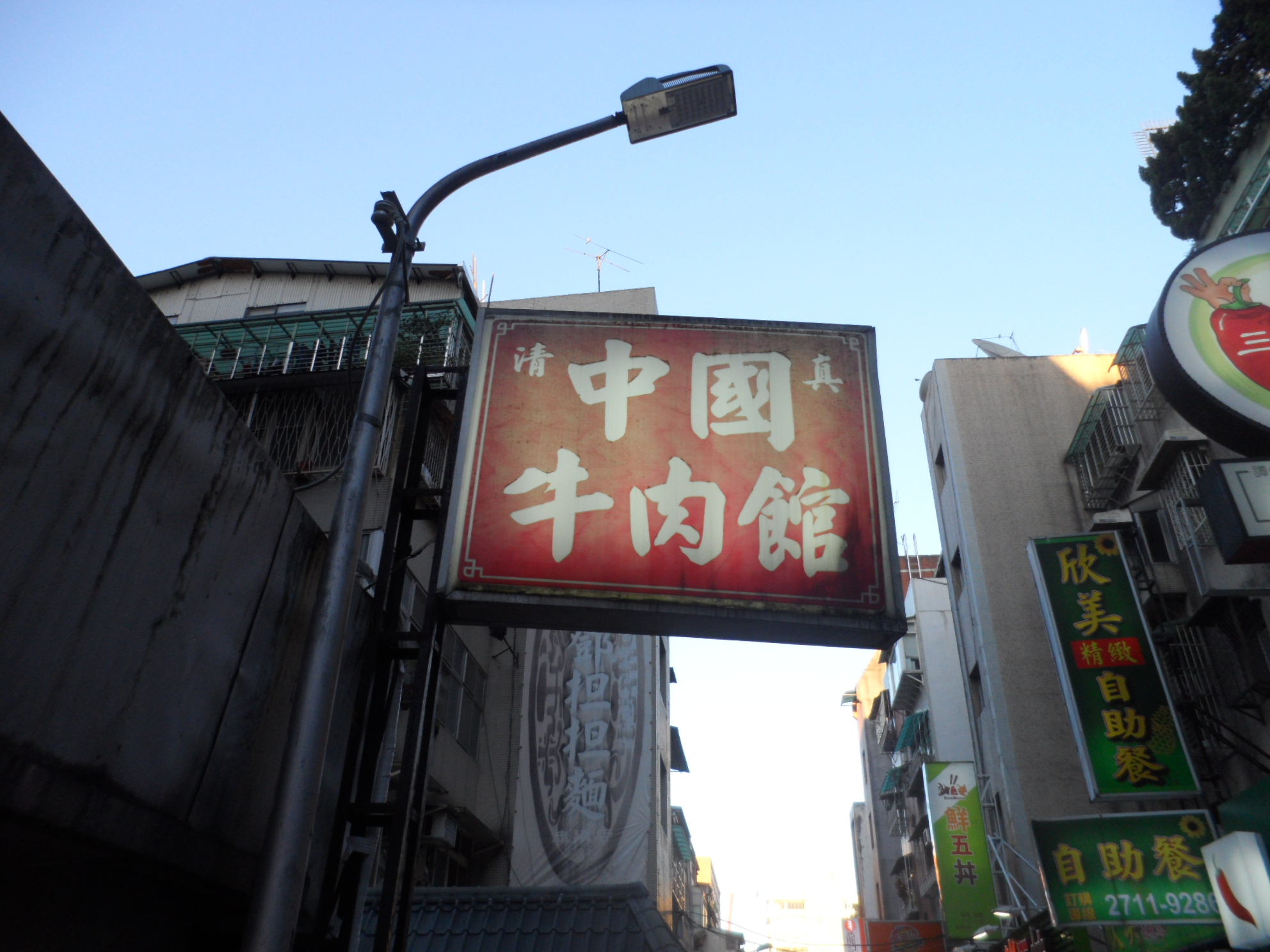
مطعم صيني حلال في دان، تايبيه.

## تاريخ
تم افتتاح الجمعية في 7 مايو 2011 في تايبيه.  حضر حفل الافتتاح مديرو الجمعية والممثلون الاقتصاديون ورجال الأعمال وحوالي 300 شركة تايوانية تابعة لجمعية الحلال وفصائلها ذات الصلة في تايوان.  وهي أيضًا عضو في المجلس العالمي للأغذية الحلال. 

## أهداف
تتركز أهداف الجمعية على: 
- ضمان الحلال لجميع المستهلكين المسلمين في أي مكان في العالم
- حماية سلامة الحلال لهيئات إصدار الشهادات المحلية من الأخطاء أو سوء التعامل
- تجنب عواقب مثل هذه الأخطاء التي قد تؤثر على مصالح الشركات الأخرى الملتزمة بالقانون
- السماح بتقاسم الموارد المحدودة لكل مسجد على حدة في المجالين الشرعي والفني

## الهياكل التنظيمية
- الجمعية العامة
- مجلس الإدارة والمشرفين
- الرئيس
- الأمناء
  - الترويج للصناعة الحلال
    - العروض التجارية
    - تكامل الأعمال
    - العلاقات الدولية

  - شهادة الحلال
    - التقييم والفحص
    - التدقيق والإشراف
    - التعليم والتدريب

  - إدارة
    - الشؤون القانونية
    - التمويل
    - الوثائق

  - التشاور
    - التعاون
    - الاستشارات الصناعة

## روابط خارجية
- الموقع الرسمي
 (بالصينية)